# Jan Heintze
Jan Heintze (ur. 17 sierpnia 1963 w Tårnby) – były duński piłkarz, występujący na pozycji defensywnego pomocnika i obrońcy.
Przygodę z piłką rozpoczynał w mało znanych klubach. Do 1982 roku reprezentował barwy TBK, Kjøbenhavns i Kastrup. Wówczas filigranowy 19-latek został sprowadzony do PSV Eindhoven. Początkowo grywał sporadycznie, najczęściej wchodząc na boisko z ławki. Wreszcie przyszedł sezon 1985–86, w którym Jan zajął miejsce w podstawowym składzie Boeren. Wraz z kolegami zdobył mistrzostwo Holandii. W następnym roku otrzymał szansę debiutu w reprezentacji Danii, w wygranej 1:0 potyczce z Finlandią. Jego PSV nadal spisywało się świetnie. Po zdobyciu trzeciego z rzędu mistrzostwa kraju i wygranej w finale Pucharu Mistrzów z Benfiką Lizbona, Jan został powołany do kadry na EURO 88'. Rozegrał na tym turnieju trzy mecze w pełnym wymiarze czasowym. Ekipa Seppa Piontka szybko odpadła jednak z rywalizacji.
Heintze kolejne trzy razy święcił triumf w Eredivisie, dwa razy zdobywał Puchar Holandii. Przed zakończeniem sezonu 1991–92 doznał kontuzji łydki, która uniemożliwiła mu wyjazd na ME w Szwecji. W linii obronnej zwycięskiej Danii Møllera Nielsena udanie zastąpił go Kim Christofte z Brøndby.
Po dwunastu latach spędzonych w Eindhoven, 31-letni zawodnik postanowił przenieść się do Bayeru Uerdingen, który wywalczył awans do Bundesligi. W pierwszym sezonie jego drużyna zajęła piętnaste miejsce i uchroniła się przed spadkiem, w kolejnym była jednak zdecydowanie najsłabsza i z hukiem zleciała do drugiej ligi. Nigdy nie powróciła już do najwyższej klasy rozgrywkowej. Doświadczonego defensora kupił Bayer 04 Leverkusen. W Werkself spędził cztery sezony i dwukrotnie był wicemistrzem Niemiec. Zagrał na Mundialu we Francji.
Weteran europejskich boisk ostatnie lata swojej kariery spędził na Philips Stadion. Jako jego piłkarz grał na EURO 2000 i MŚ 2002. Po swoim dziewiątym tytule mistrzowskim oficjalnie zakończył karierę piłkarską.